# José Reyes Vega
José Reyes Vega (Zapotiltic, Jalisco; 6 de enero de 1896 - Tepatitlán de Morelos, Jalisco; 19 de abril de 1929) fue un presbítero y militar mexicano que participó en la Guerra Cristera. Se le conocía como «el Padre Vega».
Fue el más célebre de los sacerdotes armados, apodado "el Pancho Villa de sotana", por su carácter exaltado e impulsivo, "por sus amoríos y por la facilidad con que fusilaba a los prisioneros federales", además de ser "capaz de matar a cualquiera de su tropa por desobedecerlo".

## Biografía

### Primeros años
Estudió en el Seminario de Ciudad Guzmán, donde conoció a Aristeo Pedroza, quien más tarde también se uniría a la lucha cristera. Tras ser ordenado sacerdote en Guadalajara en 1923, ejerció su ministerio en diversas localidades de Jalisco, como Tototlán, Atotonilco el Alto y Arandas. Además de su labor religiosa, se unió a la Asociación Católica de la Juventud Mexicana, donde conoció a otros líderes cristeros como Gabino Flores, quien se convertiría en uno de sus principales lugartenientes.
Si bien su carácter impulsivo y violento era conocido, antes del inicio de la guerra, Reyes Vega solía oponerse al levantamiento armado y abogaba por la paz. Sin embargo, finalmente se unió a la lucha cristera y se convirtió en uno de sus más destacados líderes. Su inteligencia viva y su sentido práctico suplían su falta de talento, como lo describió su compañero de seminario Benito Leonardo García.

### Guerra Cristera

#### 1927

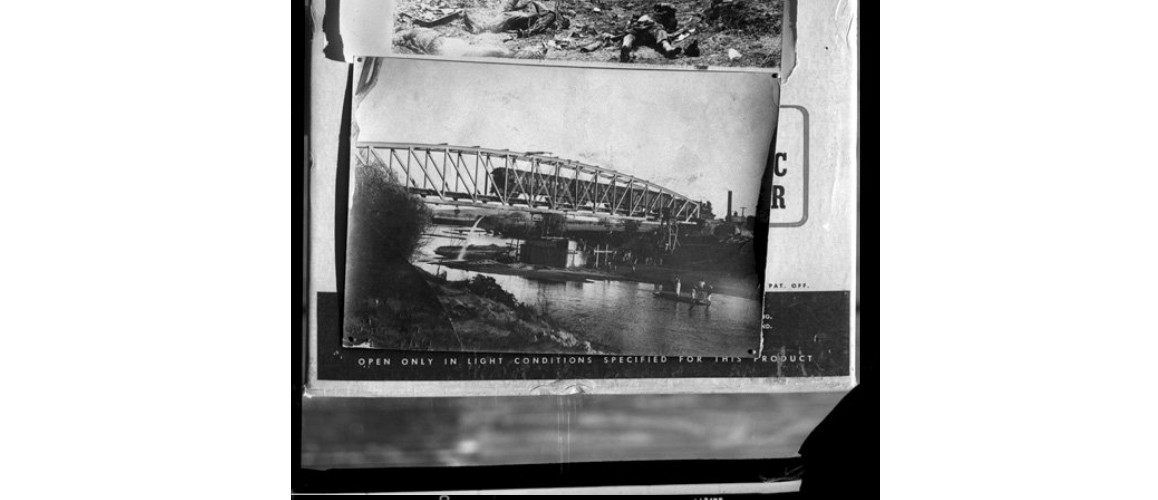
Estos_del_tren_de_pasajeros_asaltado_cerca_de_La_Barca_y_reparaciones_de_puente_ferroviario_durante_la_revolución_Cristera,_reprografía

El 10 de enero, al mando de 200 hombres, el Padre Reyes Vega entró en la ciudad de Arandas y ordenó quemar la escuela y el registro civil, liberar a los presos y detener al presidente municipal Manuel Ascencio por sus relaciones con el gobierno El 24 de febrero, durante una reunión de líderes cristeros, se calcula que Vega y su compañero Aristeo Pedroza contaban con 700 hombres bajo su mando. A principios de marzo, junto a otros líderes cristeros, tomaron Atotonilco. El 15 de marzo, en la Batalla de San Julián, derrotaron a 900 federales comandados por el general Espiridión Rodríguez Escobar. Sin embargo, el 27 de marzo, Vega y Miguel Hernández fueron derrotados por las fuerzas federales en la Batalla de Cuquío, dirigidas por los generales Ubaldo Garza y Espiridión Rodríguez Escobar. El 19 de abril junto con otros líderes cristeros dirige un ataque al tren militar federal de La Barca, en el que mueren más de cincuenta soldados federales, y varios civiles más, en ese atentado muchos de los pasajeros fueron muertos a tiros o pasados a cuchillo por los atacantes, otros heridos murieron carbonizados ya que Vega ordenó incendiar el tren. Se cree que en el ataque el hermano del padre Reyes Vega fue muerto, pero no se ha podido corroborar. Debido a esta acción el gobierno intensificó la guerra, lanzando diversas ofensivas y bombardeando localidades de mayoría cristera. En mayo, junto a los principales generales cristeros huye a los Estados Unidos, regresando en julio bajo las órdenes de Enrique Gorostieta.

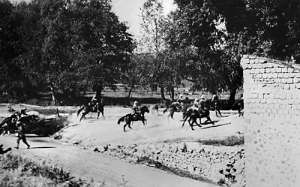
Batalla de Tepatitlán, abril de 1929

#### 1928
En una oportunidad atrapó a un general federal, quien acababa de martirizar y asesinar a un sacerdote pacífico. Los cristeros de Vega lo atraparon en el acto, y el general federal intentó suicidarse sin lograrlo. Al tenerlo prisionero, el padre Vega ordenó que lo rociaran con petróleo y lo quemaran vivo. Cuando uno de sus oficiales de apellido Cano le preguntó: "Oiga,¿acaso no es usted sacerdote?"; entonces Vega sacó su pistola escuadra calibre 45, descargó la carga del arma en la cabeza y pecho del oficial federal y luego dijo: "ahora sí, quemenlo"
Francisco Gallegos

En febrero, José Reyes Vega sitiaba la ciudad de Arandas, pero fue rechazado por las fuerzas gobernistas. El 10 de marzo, junto a Aristeo Pedroza y Miguel Hernández, logró tomar la plaza de San Juan de los Lagos, derrotando al 35º Batallón de Caballería. Pocos días después, tomaron San Miguel el Alto, derrotando a las fuerzas del gobierno. El 28 de diciembre es nombrado general al mando de los Regimientos Gómez Loza, y a su vez nombró a Gabino Flores y Cayetano Álvarez sus coroneles.

#### 1929
El 16 de marzo en Tepatitlán participa en el juicio en contra de Victoriano Ramírez quien finalmente sería condenado a muerte. El 23 de marzo en la Ofensiva de Guadalajara se le encomienda apoderarse de un tren en Poncitlán, provocando un enfrentamiento con la división del general Lázaro Cárdenas, a pesar de infligir 100 bajas federales no consigue su objetivo, regresando a Zapotlán del Rey. En abril fue derrotado por las fuerzas combinadas de Saturnino Cedillo y Maximino Ávila Camacho en Arandas, Jalisco. El 19 de abril de 1929 derrota a agraristas y federales dirigidos por el general Saturnino Cedillo en la Batalla de Tepatitlán, a pesar de que las fuerzas del gobierno triplicaban las cristeras. La estrategia de Vega fue muy destacada ya que utilizó un movimiento de pinza.

#### Muerte
En la Batalla de Tepatitlán recibió un balazo en la cabeza, hay discusiones si el proyectil que mató al padre Vega era de los federales debido a que no venía de frente, sino de atrás hacia adelante.

## En la cultura popular
Santiago Cabrera interpretó a Vega en la película Cristiada (2012). Varias canciones populares, conocidas como corridos, se han escrito en honor a sus batallas, entre ellas el Corrido de los Combates de San Julián, que relata la participación de Vega en la Batalla de San Julián, el Combate de Tepatitlán, que narra el combate homónimo, y La Muerte de Victoriano Ramírez, "El Catorce", en el que Vega es señalado como uno de los responsables directos de la ejecución del famoso cristero. También se encuentra El corrido del Padre Vega, que relata su muerte, y El corrido del presbítero Pedroza, cuya mención se debe a su cercanía con su compañero de seminario.